# 彈匏

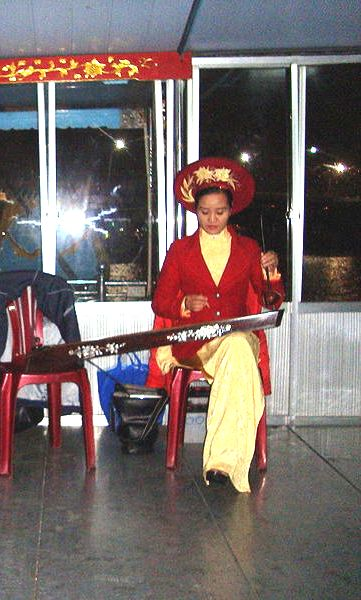
Đàn bầu

彈匏（越南語：Đàn bầu），又稱獨弦琴（越南語：độc huyền cầm）；是越南的一種傳統樂器，使用棍子或彈撥弦產生的聲音。根據共鳴箱的結構，葫蘆分為竹身和木箱兩種。彈匏在越南傳統管弦樂隊中很常見。越南音樂家改編了多首協奏曲作品使用彈匏演出。

## 歷史
約500年前，由海防遷移到防城港市的京族將彈匏傳入中國。
独弦琴俗称篾弦，早期采用竹子为材料，今亦采用其它材料制作。

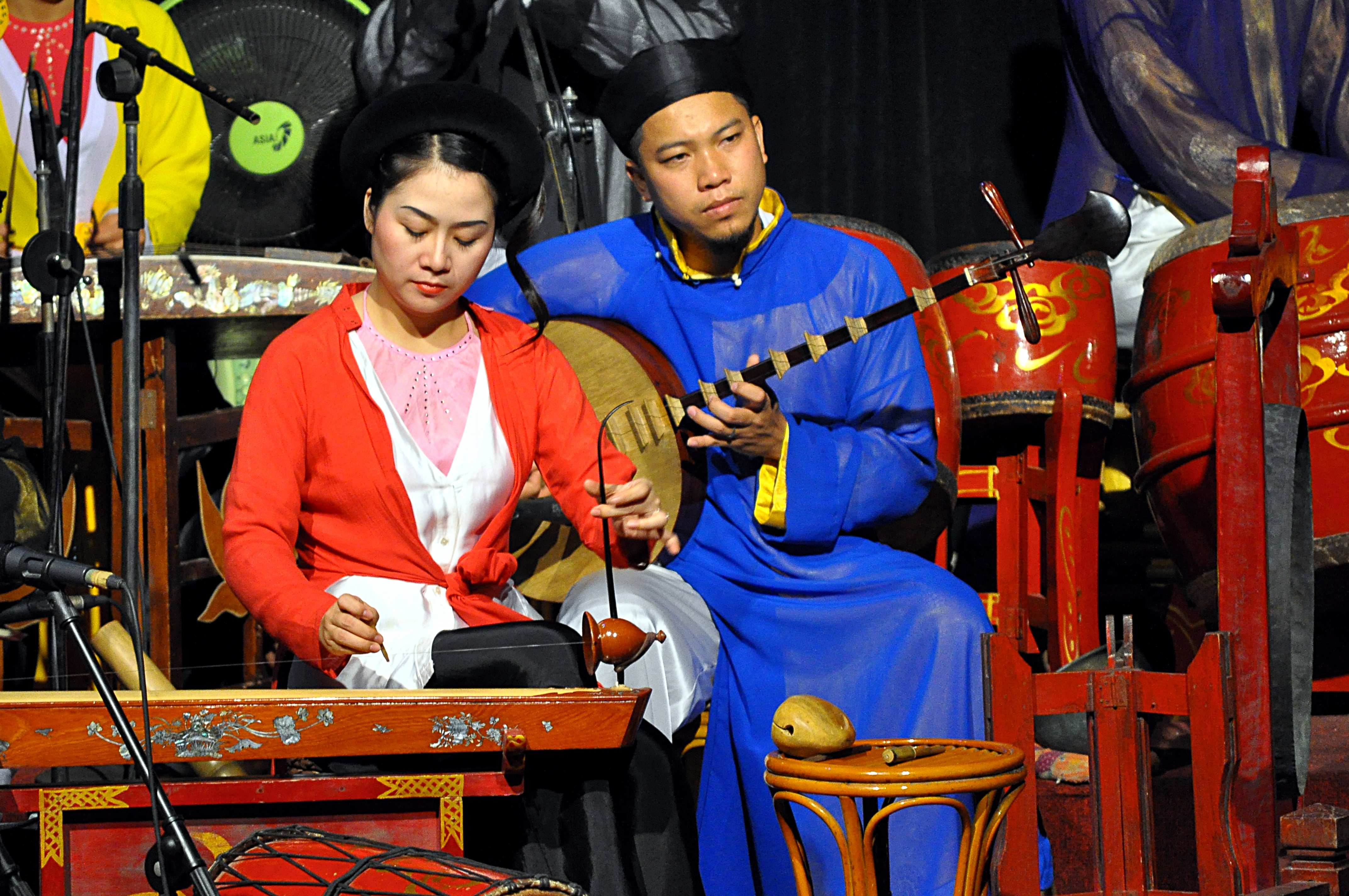

## 演奏
需左右手协调配合，一挑一拨。